# Obata Jumpei
Obata Jumpei (小幡 純平 Obata Jumpei, sinh ngày 13 tháng 12 năm 1988) là một cầu thủ bóng đá người Nhật Bản thi đấu cho ReinMeer Aomori.

## Thống kê câu lạc bộ
Cập nhật đến ngày 1 tháng 2 năm 2017.
| Thành tích câu lạc bộ | Thành tích câu lạc bộ | Thành tích câu lạc bộ | Giải vô địch | Giải vô địch | Cúp                   | Cúp                   | Tổng cộng | Tổng cộng |
| Mùa giải              | Câu lạc bộ            | Giải vô địch          | Số trận      | Bàn thắng    | Số trận               | Bàn thắng             | Số trận   | Bàn thắng |
| Nhật Bản              | Nhật Bản              | Nhật Bản              | Giải vô địch | Giải vô địch | Cúp Hoàng đế Nhật Bản | Cúp Hoàng đế Nhật Bản | Tổng cộng | Tổng cộng |
| --------------------- | --------------------- | --------------------- | ------------ | ------------ | --------------------- | --------------------- | --------- | --------- |
| 2011                  | Mito HollyHock        | J2 League             | 17           | 0            | 2                     | 0                     | 19        | 0         |
| 2012                  | FC Ryukyu             | JFL                   | 31           | 4            | 1                     | 1                     | 32        | 5         |
| 2013                  | FC Ryukyu             | JFL                   | 24           | 2            | 2                     | 0                     | 26        | 2         |
| 2014                  | FC Ryukyu             | J3 League             | 33           | 2            | 1                     | 0                     | 34        | 2         |
| 2015                  | FC Ryukyu             | J3 League             | 33           | 3            | 2                     | 1                     | 35        | 4         |
| 2016                  | ReinMeer Aomori       | JFL                   | 30           | 1            | 0                     | 0                     | 30        | 1         |
| Tổng                  | Tổng                  | Tổng                  | 168          | 12           | 8                     | 2                     | 176       | 14        |